# Breiter Taler

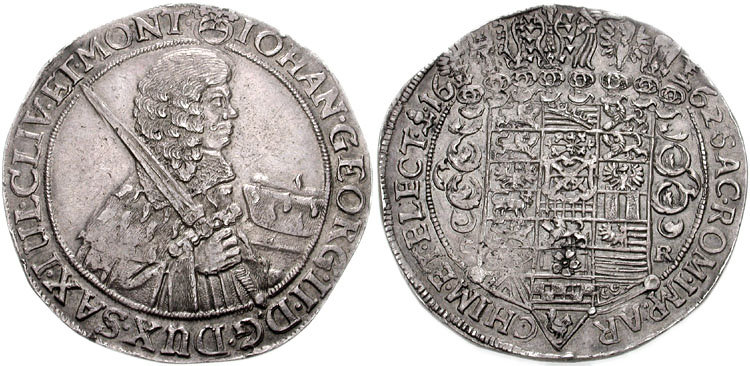
Breiter Taler (Erbländischer Taler) Johann Georgs II. von 1662 für den normalen Zahlungsverkehr, Mmz. C–R und Eichel, Münzstätte Dresden, Durchmesser 46 mm, beschnitten

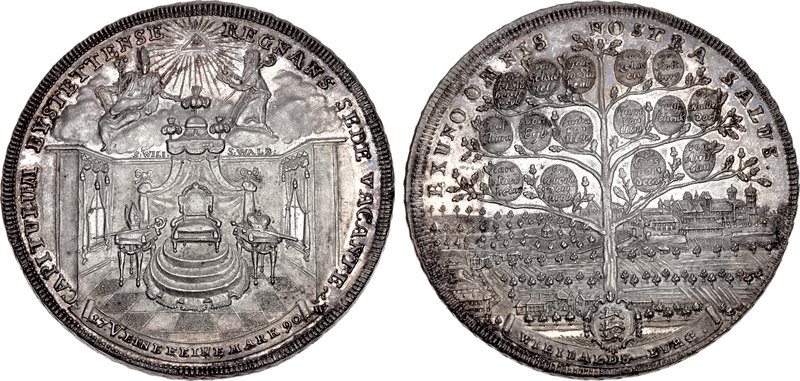
Bistum Eichstätt, doppelter Sedisvakanztaler, breiter Taler von 1790, (Durchmesser 53 mm)

Die numismatische Bezeichnung breiter Taler betrifft Taler, deren Durchmesser bei gleichem Münzgewicht größer ist als der normale Talertyp, folglich größer als 44 Millimeter.

## Erläuterung
Der Durchmesser der üblichen im Reichsmünzfuß geprägten Taler beträgt etwa 40 bis 44 Millimeter. Die vergrößerte Prägeoberfläche der Taler hatte eine Verringerung der Münzdicke zur Folge, da der Münzfuß nicht verändert wurde. Der größere Schrötling ermöglicht das Münzbild und die Münzinschrift bequemer auf dem Taler unterzubringen und die Darstellungsmöglichkeiten zu erweitern.
Mehrfachtaler, die bei einem mehrfachen Talergewicht einen entsprechend größeren Durchmesser erhielten, zählen ebenfalls zu den Breiten Talern. Sie werden auch als Schautaler oder Löser bezeichnet. Die Juliuslöser wurden bis zum 16-fach-Taler ausgeprägt und sind somit wahrscheinlich Rekordhalter.
Im Gegensatz zu den vergrößerten Talern werden Taler, deren Durchmesser bei gleichem Münzgewicht kleiner sind als beim normalen Talertyp, Dicktaler, DickAbschlag oder Dickmünze genannt.